# Powiat leski (II Rzeczpospolita)
Powiat leski (do 4 marca 1931 roku powiat liski) – powiat województwa lwowskiego II Rzeczypospolitej. Jego siedzibą było miasto Lesko. 1 sierpnia 1934 r. dokonano nowego podziału powiatu na gminy wiejskie.

## Starostowie
- Ludwik Smalawski (–1926)[3][4]
- Emil Wehrstein (1926–1932)[5][6][7]
- Roman Gąsiorowski (od 1932 kierownik, od lipca 1935 rzeczywisty starosta)[8][9][10][11][7]

Zastępcy
- Władysław Petzelt (zastępca, 1928–1929)[12]
- Adam Habiński (1929–1930)[13][14]
- dr Stanisław Proń (wz. od końca 1929–03.I.1931)[15][16]
- dr Józef Wyszatycki (z-ca od 1931)[17]

## Gminy wiejskie w 1934 r.
- gmina Baligród
- gmina Cisna
- gmina Czarna
- gmina Hoczew
- gmina Lesko
- gmina Lutowiska
- gmina Łobozew
- gmina Łukowe
- gmina Olszanica
- gmina Polana
- gmina Ropienka
- gmina Stuposiany
- gmina Ustrzyki Dolne
- gmina Wola Michowa
- gmina Wołkowyja
- gmina Zatwarnica

## Miasta
- Ustrzyki Dolne
- Lesko